# アダム・コラレック
アダム・ジョン・コラレック（Adam John Kolarek, 1989年1月14日 - ）は、アメリカ合衆国メリーランド州ボルチモア出身のプロ野球選手（投手）。左投左打。

## 経歴

### プロ入りとメッツ傘下時代
2010年のMLBドラフト11巡目（全体332位）でニューヨーク・メッツから指名され、プロ入り。契約後、傘下のアパラチアンリーグのルーキー級キングスポート・メッツでプロデビュー。A-級ブルックリン・サイクロンズでもプレーし、2球団合計で22試合に登板して2勝1敗2セーブ、防御率3.13、45奪三振を記録した。
2011年はA級サバンナ・サンドナッツとA+級セントルーシー・メッツでプレーし、2球団合計で26試合（先発1試合）に登板して7勝1敗5セーブ、防御率2.85、58奪三振を記録した。
2012年はA+級セントルーシーとAA級ビンガムトン・メッツでプレーし、2球団合計で50試合に登板して3勝3敗19セーブ、防御率2.70、78奪三振を記録した。オフにはアリゾナ・フォールリーグに参加し、サプライズ・サグアロスに所属した。
2013年はAA級ビンガムトンとAAA級ラスベガス・フィフティワンズでプレーし、2球団合計で46試合に登板して3勝3敗1セーブ、防御率2.28、64奪三振を記録した。
2014年はAA級ビンガムトンでプレーし、48試合に登板して1勝2敗2セーブ、防御率6.07、43奪三振を記録した。
2015年もAA級ビンガムトンでプレーし、51試合（先発1試合）に登板して2勝4敗1セーブ、防御率4.43、61奪三振を記録した。レギュラーシーズン終了後の10月6日に自由契約となった。

### レイズ時代

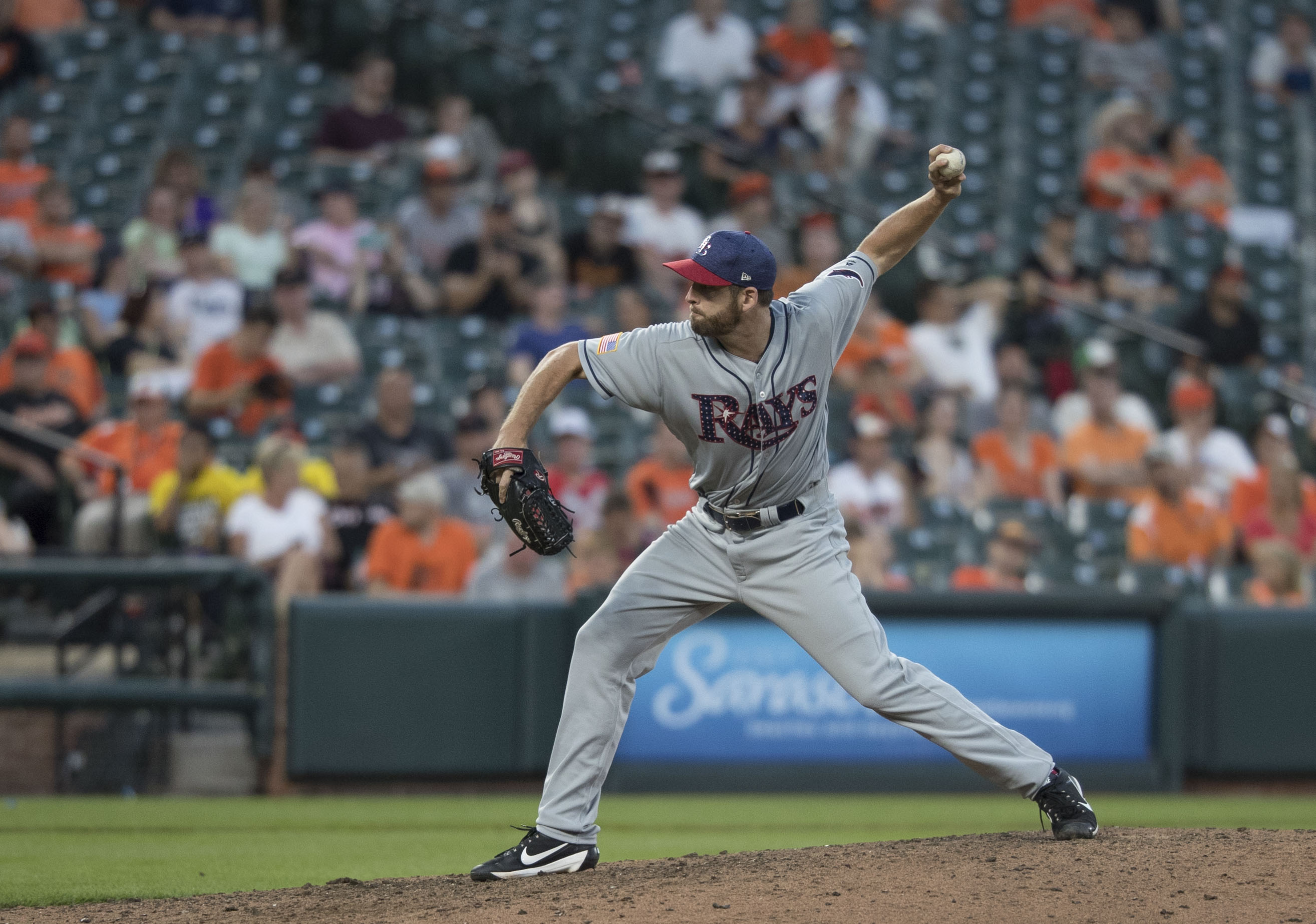
2017年7月1日

2015年10月23日にボルチモア・オリオールズとマイナー契約を結んだが、12月10日にルール・ファイブ・ドラフト（マイナーリーグ・フェイズ）でタンパベイ・レイズから指名され、移籍した。
2016年は傘下のAA級モンゴメリー・ビスケッツとAAA級ダーラム・ブルズでプレーし、2球団合計で47試合に登板して3勝4敗2セーブ、防御率3.13、63奪三振を記録した。オフの11月7日にFAとなり、19日にアトランタ・ブレーブスとマイナー契約を結ぶも、2017年3月24日に自由契約となった後、27日にレイズとマイナー契約を結んだ。
2017年は開幕からAAA級ダーラムでプレーした。6月28日にメジャー契約を結んでアクティブ・ロースター入りし、翌29日のピッツバーグ・パイレーツ戦でメジャーデビュー。9月4日にマイナー契約でAAA級ダーラムへ配属された。この年メジャーでは12試合に登板して1勝0敗、防御率6.48、4奪三振を記録した。マイナーでは41試合に登板して防御率1.65だった。
2018年も開幕をAAA級ダーラムで迎えた。7月6日にメジャー契約を結んでアクティブ・ロースター入りすると、最終的に31試合に登板して1勝0敗2セーブ、防御率3.93、19奪三振を記録した。マイナーでは31試合に登板して防御率1.61だった。
2019年は監督のケビン・キャッシュの起用により、一塁守備を挟んで2度登板する試合が2試合あり、いずれの試合でもホールドを記録した。

### ドジャース時代
2019年7月31日にニコ・ハルサイザーとのトレードで、ロサンゼルス・ドジャースへ移籍した。
2020年は自身初めてワールドシリーズ優勝を経験した。

### アスレチックス時代
2021年2月12日にシェルドン・ノイジー、ガス・バーランドとのトレードで、コディ・トーマスと共にオークランド・アスレチックスへ移籍した。
2021年4月1日のヒューストン・アストロズとの開幕戦に登板し、アスレチックス移籍後初出場を果たした。この年は12試合に登板して防御率8.00、4奪三振と、大きく成績を落とした。
2022年6月30日にDFAとなり、翌日の7月1日にマイナー契約となった（5月29日より降格していた傘下のAAA級ラスベガス・アビエイターズにそのまま所属）。

### ドジャース復帰
2022年12月15日にロサンゼルス・ドジャースとマイナー契約を結んだ。2023年6月11日にアクティブ・ロースターに登録され、同日のフィラデルフィア・フィリーズ戦に登板するも、同月14日にDFAとなり、傘下AAA級オクラホマシティ・ドジャースに配属された 。

### メッツ時代
2023年8月1日に金銭トレードでフィル・ビックフォードと共にニューヨーク・メッツへ移籍した。メッツでは4試合に登板し、4回2/3を無失点に抑えたが同月27日にDFAとなり、30日にFAとなった。

### ブレーブス傘下時代
2023年8月31日にアトランタ・ブレーブスとマイナー契約を結んだが、オフにFAとなった。

### エンゼルス傘下時代
2023年11月26日にロサンゼルス・エンゼルスと1年90万ドルでメジャー契約を結んだが、2024年1月6日にメジャーロースター枠から外され、AAA級に送られた。8月13日に契約解除となった。

## 投球スタイル
シンカーを主体とするサイドスロー左腕である。

## 詳細情報

### 年度別投手成績
| 年 度    | 球 団    | 登 板 | 先 発 | 完 投 | 完 封 | 無 四 球 | 勝 利 | 敗 戦 | セ 丨 ブ | ホ 丨 ル ド | 勝 率 | 打 者 | 投 球 回 | 被 安 打 | 被 本 塁 打 | 与 四 球 | 敬 遠 | 与 死 球 | 奪 三 振 | 暴 投 | ボ 丨 ク | 失 点 | 自 責 点 | 防 御 率 | W H I P |
| -------- | -------- | ----- | ----- | ----- | ----- | -------- | ----- | ----- | -------- | ----------- | ----- | ----- | -------- | -------- | ----------- | -------- | ----- | -------- | -------- | ----- | -------- | ----- | -------- | -------- | ------- |
| 2017     | TB       | 12    | 0     | 0     | 0     | 0        | 1     | 0     | 0        | 2           | 1.000 | 40    | 8.1      | 9        | 2           | 4        | 2     | 4        | 4        | 1     | 0        | 6     | 6        | 6.48     | 1.56    |
| 2018     | TB       | 31    | 0     | 0     | 0     | 0        | 1     | 0     | 2        | 11          | 1.000 | 141   | 34.1     | 38       | 0           | 5        | 1     | 1        | 19       | 0     | 0        | 15    | 15       | 3.93     | 1.25    |
| 2019     | TB       | 54    | 0     | 0     | 0     | 0        | 4     | 3     | 1        | 15          | .571  | 184   | 43.1     | 39       | 6           | 14       | 4     | 3        | 36       | 1     | 0        | 19    | 19       | 3.95     | 1.22    |
| 2019     | LAD      | 26    | 0     | 0     | 0     | 0        | 2     | 0     | 0        | 4           | 1.000 | 45    | 11.2     | 9        | 1           | 2        | 0     | 0        | 9        | 0     | 0        | 3     | 1        | 0.77     | 0.94    |
| '19計    | LAD      | 80    | 0     | 0     | 0     | 0        | 6     | 3     | 1        | 19          | .667  | 229   | 55.0     | 48       | 7           | 16       | 4     | 3        | 45       | 1     | 0        | 22    | 20       | 3.27     | 1.16    |
| 2020     | LAD      | 20    | 0     | 0     | 0     | 0        | 3     | 0     | 1        | 4           | 1.000 | 72    | 19.0     | 11       | 1           | 4        | 0     | 0        | 13       | 2     | 0        | 2     | 2        | 0.95     | 0.79    |
| 2021     | OAK      | 12    | 0     | 0     | 0     | 0        | 0     | 0     | 0        | 0           | ----  | 51    | 9.0      | 15       | 2           | 5        | 0     | 1        | 4        | 1     | 0        | 10    | 8        | 8.00     | 2.22    |
| 2022     | OAK      | 15    | 0     | 0     | 0     | 0        | 0     | 1     | 0        | 0           | .000  | 79    | 17.2     | 20       | 1           | 8        | 0     | 3        | 9        | 0     | 0        | 9     | 9        | 4.58     | 1.58    |
| 2023     | LAD      | 1     | 0     | 0     | 0     | 0        | 0     | 0     | 0        | 0           | ----  | 5     | 1.1      | 1        | 0           | 0        | 0     | 0        | 2        | 0     | 0        | 0     | 0        | 0.00     | 0.75    |
| 2023     | NYM      | 4     | 0     | 0     | 0     | 0        | 0     | 0     | 0        | 0           | ----  | 17    | 4.2      | 1        | 0           | 1        | 0     | 1        | 5        | 0     | 0        | 0     | 0        | 0.00     | 0.43    |
| '23計    | NYM      | 5     | 0     | 0     | 0     | 0        | 0     | 0     | 0        | 0           | ----  | 22    | 6.0      | 2        | 0           | 1        | 0     | 1        | 7        | 0     | 0        | 0     | 0        | 0.00     | 0.50    |
| MLB：7年 | MLB：7年 | 175   | 0     | 0     | 0     | 0        | 11    | 4     | 4        | 36          | .733  | 634   | 149.1    | 143      | 13          | 43       | 7     | 13       | 101      | 5     | 0        | 64    | 60       | 3.62     | 1.25    |

- 2023年度シーズン終了時

### 年度別守備成績
投手守備
| 年 度 | 球 団 | 投手（P） | 投手（P） | 投手（P） | 投手（P） | 投手（P） | 投手（P） |
| 年 度 | 球 団 | 試 合     | 刺 殺     | 補 殺     | 失 策     | 併 殺     | 守 備 率  |
| ----- | ----- | --------- | --------- | --------- | --------- | --------- | --------- |
| 2017  | TB    | 12        | 0         | 2         | 0         | 0         | 1.000     |
| 2018  | TB    | 31        | 6         | 5         | 1         | 1         | .917      |
| 2019  | TB    | 54        | 5         | 13        | 0         | 0         | 1.000     |
| 2019  | LAD   | 26        | 0         | 1         | 1         | 0         | .500      |
| '19計 | LAD   | 80        | 5         | 14        | 1         | 0         | .950      |
| 2020  | LAD   | 20        | 2         | 4         | 0         | 0         | 1.000     |
| 2021  | OAK   | 12        | 1         | 1         | 0         | 0         | 1.000     |
| 2022  | OAK   | 15        | 2         | 3         | 0         | 0         | 1.000     |
| 2023  | LAD   | 1         | 1         | 0         | 0         | 0         | 1.000     |
| 2023  | NYM   | 4         | 1         | 2         | 0         | 0         | 1.000     |
| '23計 | NYM   | 5         | 2         | 2         | 0         | 0         | 1.000     |
| MLB   | MLB   | 175       | 18        | 31        | 2         | 1         | .961      |

一塁守備
| 年 度 | 球 団 | 一塁（1B） | 一塁（1B） | 一塁（1B） | 一塁（1B） | 一塁（1B） | 一塁（1B） |
| 年 度 | 球 団 | 試 合      | 刺 殺      | 補 殺      | 失 策      | 併 殺      | 守 備 率   |
| ----- | ----- | ---------- | ---------- | ---------- | ---------- | ---------- | ---------- |
| 2019  | TB    | 2          | 0          | 0          | 0          | 0          | ----       |
| 2019  | LAD   | 1          | 1          | 0          | 0          | 1          | 1.000      |
| '19計 | LAD   | 3          | 1          | 0          | 0          | 1          | 1.000      |
| MLB   | MLB   | 3          | 1          | 0          | 0          | 1          | 1.000      |

右翼守備
| 年 度 | 球 団 | 右翼（RF） | 右翼（RF） | 右翼（RF） | 右翼（RF） | 右翼（RF） | 右翼（RF） |
| 年 度 | 球 団 | 試 合      | 刺 殺      | 補 殺      | 失 策      | 併 殺      | 守 備 率   |
| ----- | ----- | ---------- | ---------- | ---------- | ---------- | ---------- | ---------- |
| 2020  | LAD   | 1          | 0          | 0          | 0          | 0          | ----       |
| MLB   | MLB   | 1          | 0          | 0          | 0          | 0          | ----       |

- 2023年度シーズン終了時

### 背番号
- 55（2017年）
- 56（2018年 - 2020年、2023年6月11日）
- 21（2021年）
- 57（2022年）
- 66（2023年8月20日 - 同年8月26日）
- 56  (2024年 - )